# Fuse (альбом Everything but the Girl)
| Совокупная оценка | Совокупная оценка |
| Источник          | Оценка            |
| ----------------- | ----------------- |
| Metacritic        | 80/100            |
| Оценки критиков   |                   |
| Источник          | Оценка            |
| AllMusic          | [ 3 ]             |
| Clash             | 9/10              |
| The Guardian      | [ 5 ]             |
| The Independent   | [ 6 ]             |
| Mojo              | [ 7 ]             |
| musicOMH          | [ 8 ]             |
| NME               | [ 9 ]             |
| Pitchfork         | 7.7/10            |
| Slant Magazine    | [ 11 ]            |
| Uncut             | [ 12 ]            |

Fuse — одиннадцатый студийный альбом британского дуэта Everything but the Girl, выпущенный 21 апреля 2023 года на лейблах Buzzin' Fly и Virgin Records. Это первый лонгплей музыкантов за 24 года — со времён пластинки Temperamental (1999). В преддверии релиза, 10 января 2023 года, был выпущен сингл «Nothing Left to Lose».

## Предыстория
Дуэт начал работу над альбомом в марте 2021 года, тайно записывая его как в своем доме, так и в студии за пределами Бата, с звукорежиссёром Бруно Эллингемом. По словам Трейси Торн, они «ощущали давление столь долгожданного возвращения [на музыкальную сцену], поэтому наоборот попытались подойти к созданию записи как можно более разнопланово и игриво».
В интервью журналу NME Бен Уотт признался, что они «хотели вернуться с чем-то звучащим современно. […] Мы просто хотели сделать произведение, которое звучало бы великолепно сейчас, в 2023 году. Эта идея была нашей движущей силой». Музыкант уточнил, что Fuse не являлся очередным «альбомом сочинявшимся из-за пандемии COVID-19. Мы просто поняли, что время пришло. После 23 лет ожидания», он также вторил словам Торн о том, что они придерживались подхода быть «немного игривым и экспериментальным. У нас не было какого-то генерального плана».

## Музыка
Альбом содержит смесь электронных и акустических треков. По словам дуэта он представляет собой «современный взгляд на электронный соул» — музыку которую они выпустили на своём последнем диске перед перерывом, в 1999 году. Треки «When You Mess Up» и «Interior Space» начинались как «импровизированные фортепианные баллады», записанные Уоттом на телефон.

## Список композиций
Слова и музыка всех песен — написаны Беном Уоттом и Трейси Торн.
| №                   | Название                     | Длительность |
| ------------------- | ---------------------------- | ------------ |
| 1.                  | «Nothing Left to Lose»       | 3:44         |
| 2.                  | «Run a Red Light»            |              |
| 3.                  | «Caution to the Wind»        |              |
| 4.                  | «When You Mess Up»           |              |
| 5.                  | «Time and Time Again»        |              |
| 6.                  | «No One Knows We're Dancing» |              |
| 7.                  | «Lost»                       |              |
| 8.                  | «Forever»                    |              |
| 9.                  | «Interior Space»             |              |
| 10.                 | «Karaoke»                    |              |
| Общая длительность: | Общая длительность:          | 35:00        |

## Участники записи
Everything but the Girl
- Трейси Торн[англ.] – вокал, бэк-вокал, продюсер, аранжировки
- Бен Уотт – бэк-вокал, ударные, электрогитара, фортепиано, музыкальное программирование, программирование синтезаторов, продюсирование, аранжировки (все песни); звукорежиссёр (2)

Дополнительный персонал
- Бруно Эллингем – сведение, звукорежиссёр (все песни); музыкальное программирование (3, 4, 6, 9)
- Юэн Пирсон[англ.] – музыкальное программирование (6)
- Майлз Шоуэлл – мастеринг